# Авария Boeing 757 в Сан-Хосе
Авария Boeing 757 в Сан-Хосе — авиационная авария, произошедшая 7 апреля 2022 года. Грузовой самолёт Boeing 757-27A авиакомпании DHL (принадлежал дочерней авиакомпании DHL Aero Expreso) выполнял плановый рейс D07216 по маршруту Сан-Хосе—Гватемала, но при посадке выкатился за взлётную полосу аэропорта Сан-Хосе и рухнул в канаву, разрушившись на две части. Самолёт облили пеной для предотвращения пожара, оба пилота успели эвакуироваться и выжили.

## Самолёт
Boeing 757-27A (регистрационный номер HP-2010DAE, заводской 29610, серийный 904) был выпущен в Рентоне в 1999 году (первый полёт был выполнен в 7 декабря), где находится завод компании Boeing, оборудован двумя двигателями Pratt & Whitney PW2037, ранее эксплуатировался в китайских авиакомпаниях, как пассажирский авиалайнер.
Борт был передан в DHL в мае 2010 года, ему дали имя Ciudad de David.

## Хронология событий
По данным Flightradar24 борт вылетел в 09:34 UTC-6, полетел на север страны и развернулся в обратную сторону. Пилоты запросили посадку почти сразу после взлета по причине отказа гидравлики. По данным Flightradar24, самолёт более 50 минут находился в зоне ожидания над побережьем Коста-Рики для того, чтобы сжечь топливо и высвободить лишний вес для посадки. В конце приземления самолёт развернулся на 180° и врезался в насыпь рядом с взлетно-посадочной полосой. Фюзеляж разломился пополам.
На борту находилось 2 пилота, их эвакуировали.

## Последствия
Авария на взлетно-посадочной полосе столичного аэропорта Сан-Хосе стала причиной нарушения расписания рейсов. Службам аэропорта пришлось перенаправить как минимум 32 рейса в другие воздушные гавани.